# Старая Пижанка
Старая Пижанка (мар. Тошто Пижан) — деревня в Оршанском районе Республики Марий Эл. Входит в состав Марковского сельского поселения.

## География
Находится в северной части республики Марий Эл на расстоянии приблизительно 5 км по прямой на север-северо-запад от районного центра посёлка Оршанка.

## История
Починок основан переселенцами из окрестностей старинного вятского села Пижанка в 1810—1820 годы. В 1829 год, в починке Пижанка числилось 9 дворов, проживали 104 человека. В 1859—1873 года в починке Пижанка значилось 24 двора, проживали 200 человек. В 1866 году починок насчитывал 17 дворов и 144 жителя, в 1891 году 49 и 275 соответственно. В 1926 году в деревне Старая Пижанка насчитывалось 54 двора, проживал 291 человек, в 1955 году в 57 хозяйствах проживали 256 человек. В 2002 году в деревне Старая Пижанка числилось 16 дворов, 36 домов куплены под дачи. В советское время работали колхозы «Крестьянин», «Новая жизнь», имени Жданова, совхоз «Смена».

## Население
Население составляло 20 человека (русские 92 %) в 2002 году, 21 в 2010.